# Гесс Олена
Оле́на Ге́сс (Гречановська; 2 березня 1974) — українська та німецька шахістка. Міжнародний майстер.

## Життєпис
Народилася 1974 року в місті Київ. До 2005 року виступала за Федерацію шахів України, а відтоді — за Федерацію шахів Німеччини. Відвідувала шахову школу «Авангард» у Києві, тренував Олексій Косіков, у шаховому гуртку з пізнішими гросмейстерами Володимиром Бакланом і Спартаком Височиним. Вивчала електротехніку в Національному технічному університеті «Київський політехнічний інститут імені Ігоря Сікорського» та отримала диплом інженера. Після навчання працювала в шаховій школі «Авангард» викладачем шахів.
У словацькій Екстралізі вона грала в сезоні 1995/1996 за ŠK «Slovan Gemer Rimavská Sobota». У Німеччині вона грала за кілька клубів у відкритих командах і в жіночих командах з 2000 року: спочатку по запрошенню за SV «Betzdorf-Kirchen», пізніше за SK «Altenkirchen», SV «Heiden», «Godesberger SK», «SV Weidenau/Geisweid» і з 2021 року за «SG Ennepe-Ruhr Süd». У жіночій Бундеслізі грала за «SK Chaos Mannheim», «SV Walldorf» і «SV Medizin Erfurt».
У німецькому клубі «SV Betzdorf-Kirchen» познайомилася зі своїм чоловіком, який грав у тамтешньому клубі в шахи. З 2003 року проживає в Німеччині. Виховує двоє дітей.
З 1999 року має титул міжнародної чемпіонки серед жінок (WIM). Для цього виконала нормативи на двох турнірах — в Києві та Одесі.
Виграла жіночий командний чемпіонат Німеччини регіональних асоціацій у 2007 році за вибором Баденської шахової асоціації та 2015-го у бліці — за вибором Шахової федерації Північного Рейну-Вестфалії. Жіночий особистий чемпіонат землі Північний Рейн-Вестфалія з бліцу вона виграла у 2022 році у Ор-Еркеншвіку.